# Fjällsippa
Fjällsippa (Dryas octopetala) är en art i familjen rosväxter som växer i bergstrakter och högfjällsområden. Den är nordligt cirkumpolär och växer oftast i torr, kalkrik jord i områden där snön smälter tidigt. Fjällsippa är landskapsblomma i Lappland.

## Beskrivning
Den är en städsegrön dvärgbuske som bildar stora kolonier. Blommorna har åtta kronblad och sitter på stjälkar som är mellan tre och tio centimeter långa och blomfärgen är vit eller gräddvit. Frukten är en nöt med hår som underlättar spridning med vinden.
Det vetenskapliga namnet octopetala kommer från grekiska octo, "åtta" och petalon, "kronblad", vilket förstås syftar på att blomman har åtta kronblad. Det är ovanligt bland rosväxterna, som vanligen har fem kronblad.

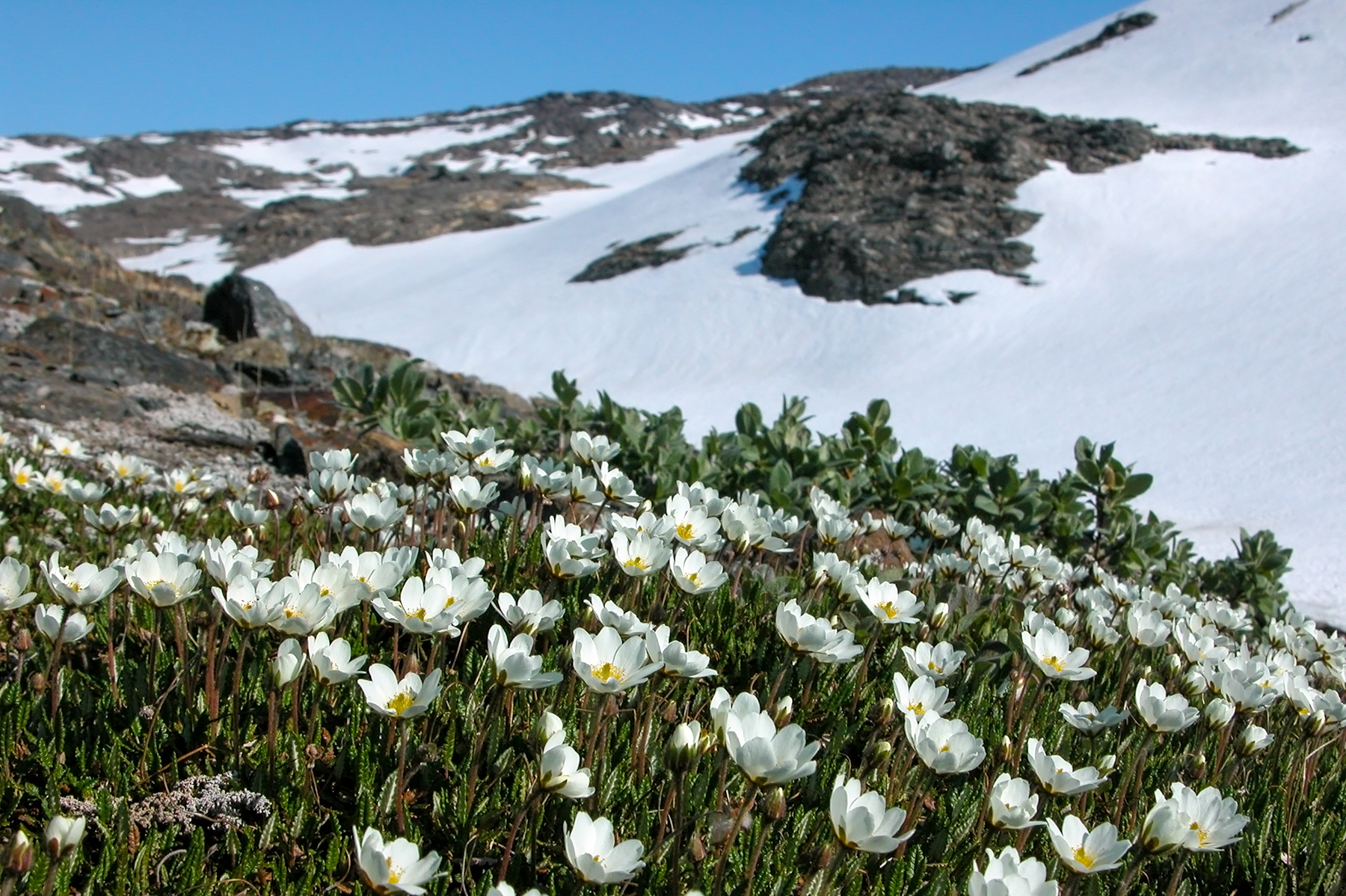
Fjällsippor i Rago nationalpark, Norge.
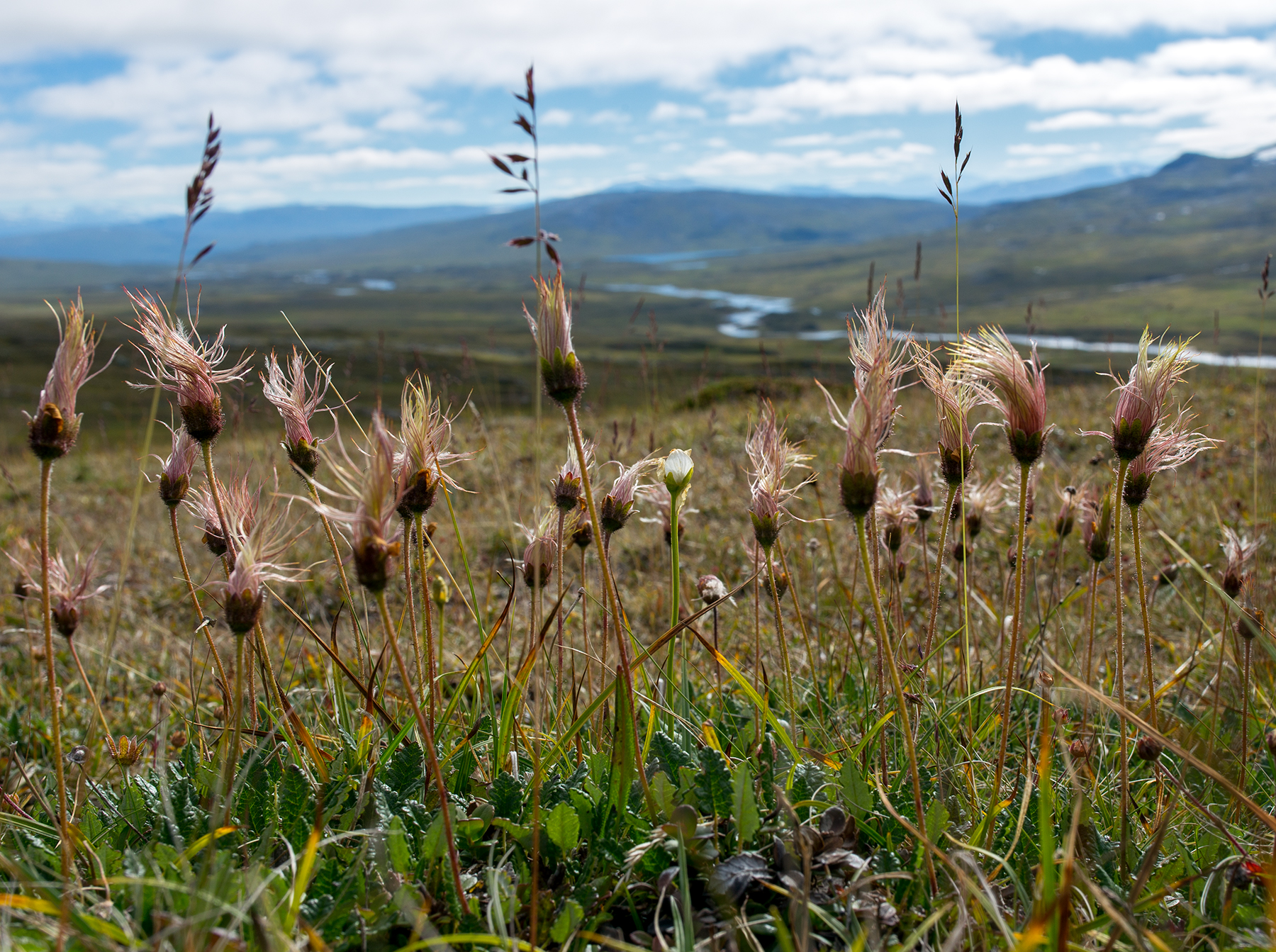
Utblommade fjällsippor på Gåloktjåhkkå, Jokkmokks kommun.

## Synonymer

### Svenska synonymer
Ett synonymt svenskt namn är fjällvippa.

### Vetenskapliga synonymer
Dryadea octopetala (L.) Kuntze
Dryas alpina Salisb. nom. illeg.
Dryas babingtonii Porsild
Dryas chamaedrifolia Gray nom. illeg.
Dryas eriopoda Gand.
Dryas lepida Gand.
Geum chamaedryfolium Crantz
Ptilotum octopetalum (L.) Dulac